# 玫瑰连蕊茶
玫瑰连蕊茶（学名：Camellia rosaeflora）为山茶科山茶属的植物。属中国原产的植物（非从国外引种）。